# Núi Marapi

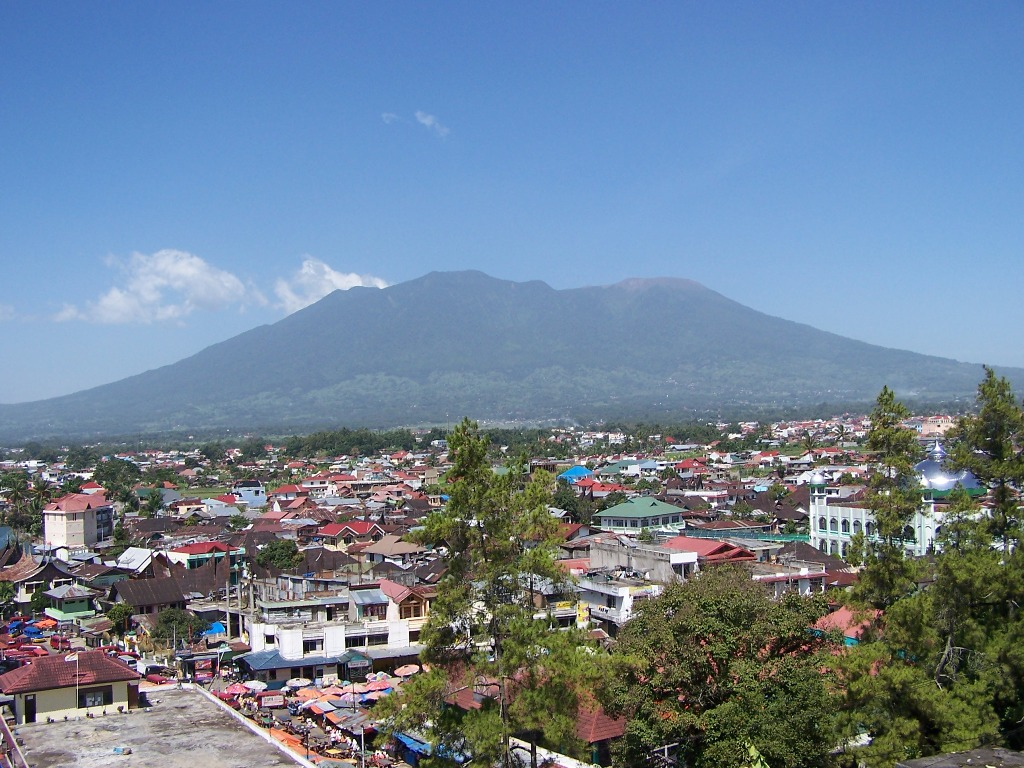
Núi Marapi và Bukittinggi

Marapi (chữ cái Jawi: ماراڤي), hoặc núi Marapi (tiếng Indonesia: Gunung Marapi, tiếng Minangkabau: Gunuang Marapi, chữ cái Jawi: ڬونوواڠ ماراڤي), là một núi lửa phức hợp ở Tây Sumatra, Indonesia và là núi lửa hoạt động mạnh nhất ở Sumatra. Giống như gần như đồng âm trên Java, tên của nó có nghĩa là "Núi lửa". Độ cao của nó là 2885 m. Một số thành phố và thị trấn nằm xung quanh ngọn núi bao gồm Bukittinggi, Padang Panjang và Batusangkar. Núi lửa cũng được những người đi bộ đường dài yêu thích.

## Lịch sử phun trào

### Vụ phun trào năm 2023
Vào ngày 3 tháng 12 năm 2023, núi lửa này phun trào khiến 23 nhà leo núi thiệt mạng. Ba người bị thương và được cấp cứu. Tro phun lên đến độ cao 3000 mét và rơi xuống các khu vực xung quanh. Chính quyền đã công bố một khu vực cấm vào có bán kính 3 km xung quanh núi.